# Temporada de furacões no Pacífico de 2024
A temporada de furacões no Pacífico de 2024 é a atual temporada de ciclones tropicais no Pacífico no hemisfério norte. O período começou oficialmente em 15 de maio no Oceano Pacífico Nordeste e, em 1 de junho de 2024 no Pacífico Central, respetivamente. Ambas terminarão em 30 de novembro de 2024 e descrevem historicamente o período de cada ano em que a maioria dos ciclones tropicais se formam na bacia do Oceano Pacífico, sendo adotadas por convenção. No entanto, a formação de ciclones tropicais é possível em qualquer época do ano.  A primeira tempestade no Pacífico nordeste (Aletta) não havia se formado até 4 de julho, o recorde mais tardio desde o início da era dos satélites. Por isso, no terceiro ano consecutivo não houve ciclones tropicais antes do início da temporada. A primeira tempestade tropical do Pacífico central, Hone, formou-se em 22 de agosto, tornando-se a primeira tempestade nomeada a se desenvolver na bacia desde 2019.
Várias tempestades afetaram a terra este ano. O furacão Hone trouxe chuvas muito fortes sobre a Ilha Grande do Havaí depois de passar ao largo da costa com força de categoria 1. Os remanescentes do furacão Gilma impactaram as ilhas vários dias depois, embora nenhum dos ciclones tenha causado danos significativos. A tempestade tropical Ileana atingiu a costa noroeste do México, resultando em inundações e uma fatalidade. O furacão John atingiu o sul do México duas vezes depois de se intensificar rapidamente para um furacão de categoria 3, causando 29 mortes e cerca de US $1 bilhão em danos. A tempestade mais forte da temporada foi o furacão Kristy, que se tornou o primeiro furacão de categoria 5 no Pacífico em um ano não El Niño desde Celia em 2010. Permaneceu longe do mar durante a sua vida útil.

## Previsões sazonais
| Recorde                     | Recorde                     | Tempestades nomeadas | Furacões | Furacões maiores | Ref   |
| --------------------------- | --------------------------- | -------------------- | -------- | ---------------- | ----- |
| Média (1991–2020):          | Média (1991–2020):          | 15                   | 8        | 4                | [ 5 ] |
| Recorde alto de atividade:  | Recorde alto de atividade:  | 1992: 27             | 2015: 16 | 2015: 11         | [ 6 ] |
| Recorde baixo de atividade: | Recorde baixo de atividade: | 2010: 8              | 2010: 3  | 2003: 0          | [ 6 ] |
| Data                        | Fonte                       | Tempestades nomeadas | Furacões | Furacões maiores | Ref   |
| 6 de maio de 2024           | SMN                         | 15–18                | 7–9      | 3–4              | [ 7 ] |
| 23 de maio de 2024          | NOAA                        | 11–17                | 4–9      | 1–4              | [ 8 ] |
|                             | Área                        | Tempestades nomeadas | Furacões | Furacões maiores | Ref   |
| Atividade atual:            | EPAC                        | 12                   | 4        | 3                |       |
| Atividade atual:            | CPAC                        | 1                    | 1        | 0                |       |
| Atividade atual combinada:  | Atividade atual combinada:  | 13                   | 5        | 3                |       |

Antes de cada temporada de furacões no Pacífico, as previsões de atividade de furacões são emitidas pelo Centro de Previsão Climática dos Estados Unidos, a Administração Nacional Oceânica e Atmosférica (NOAA) e o Servicio Meteorológico Nacional (SMN) do México. Isso inclui mudanças semanais e mensais em fatores significativos que ajudam a determinar o número de tempestades tropicais, furacões e grandes furacões em um determinado ano. De acordo com a NOAA, a temporada média de furacões no Pacífico nordeste entre 1991 e 2020 continha cerca de 15 tempestades tropicais, 8 furacões e 4 grandes furacões, com um índice de energia acumulada de ciclones (ECA) quase normal entre 80 e 115. Em termos gerais, ECA é uma medida do poder de uma tempestade tropical ou subtropical multiplicada pelo tempo de existência. É calculado apenas para avisos completos sobre sistemas tropicais e subtropicais específicos que atingem ou excedem velocidades de vento de 39 mph (63 km/h). A NOAA normalmente categoriza uma temporada como acima da média, média ou abaixo da média com base no índice ECA cumulativo, mas o número de tempestades tropicais, furacões e grandes furacões dentro de uma temporada de furacões às vezes também é considerado.
Em 6 de maio de 2024, o SMN emitiu sua previsão para a temporada, prevendo um total de 15 a 18 tempestades nomeadas em desenvolvimento, com 7 a 9 furacões e 3 a 4 grandes furacões. Em 2024, a NOAA divulgou sua perspectiva, prevendo uma temporada abaixo do normal, com 11 a 17 tempestades nomeadas no geral, 4 a 9 furacões, 1 a 4 grandes furacões e um índice ACE de 50% a 110% de média.

## Resumo sazonal

### Antecedentes

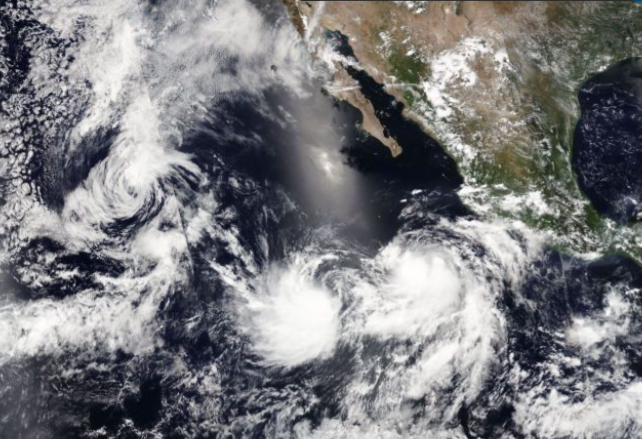
Quatro tempestades tropicais ativas sobre a bacia do Pacífico oriental em 5 de agosto. Da esquerda para a direita estão as tempestades tropicais Carlotta, Daniel, Emilia e Fabio.

Oficialmente, a temporada de furacões no Pacífico de 2024 começou em 15 de maio no Pacífico nordeste, em 1 de junho no Pacífico Central, e ambas terminarão em 30 de novembro. Até agora, treze ciclones tropicais se formaram. Dos treze, doze tornaram-se tempestades com nome. Seis deles alcançaram a categoria de furacão, entretanto, três alcançaram a força de furacão maior que são: Gilma, John e Kristy.
O índice ECA desta temporada, a partir de 3 de novembro, é de aproximadamente 82,1 unidades. Este número representa a soma dos quadrados da velocidade máxima sustentada do vento (nós) para todas as tempestades nomeadas, embora tenham pelo menos intensidade de tempestade tropical, dividida por 10.000. Portanto, as depressões tropicais não estão incluídas.

## Atividade inicial ao pico
A temporada começou com pouca atividade, com várias semanas de inatividade em toda a bacia. O primeiro sistema, a tempestade tropical de curta duração Aletta, formou-se em 4 de julho, o que o tornou o mais tardio ciclone tropical do Pacífico a se formar na era dos satélites. Foi seguido quase três semanas depois pela tempestade tropical Bud. Uma semana depois, em 31 de julho, o furacão Carlotta formou-se a partir de uma área de baixa pressão, evoluindo posteriormente para o primeiro furacão da temporada. Mais três tempestades se formaram em rápida sucessão durante a primeira semana de agosto: Daniel, Emilia e Fabio. Após uma calmaria na atividade, a ciclogênese tropical foi retomada no final de agosto com a formação do furacão Gilma em 18 de agosto. Gilma tornou-se o primeiro grande furacão da temporada em 22 de agosto. O furacão Hone desenvolveu-se na bacia do Pacífico Central também em 22 de agosto. A tempestade tropical Hector formou-se em 25 de agosto.

## Sistemas

### Tempestade tropical Aletta
Em 29 de junho, o Centro Nacional de furacões (CNF) observou a formação de uma área de baixa pressão potencial ao largo da Costa do México. Em 2 de julho, desenvolveu-se uma ampla área de baixa pressão, produzindo aguaceiros e trovoadas desorganizados. A atividade de trovoadas no seio da perturbação tornou-se mais bem organizada no final do dia seguinte. Depressão tropical Um-E formou-se na manhã de 4 de julho, cerca de 280 km a sudoeste de Manzanillo, Colima. Intensificando-se ligeiramente, o sistema compacto tornou-se a tempestade tropical Aletta algumas horas depois. No entanto, no dia seguinte, Aletta voltou a enfraquecer para uma depressão tropical devido ao cisalhamento moderado do vento. Um ambiente cada vez mais marginal fez com que Aletta degenerasse em um remanescente baixo algumas horas depois.

### Tempestade tropical Bud
Em 21 de julho, o CNF começou a seguir uma onda tropical na costa do México. Apesar de se encontrar num ambiente marginal de intensificação, a 24 de julho o sistema começou a desenvolver uma estrutura mais organizada. A perturbação evoluiu para tempestade tropical Bud às 21:00 UTC do mesmo dia. Apesar de estar inserido em um ambiente de cisalhamento moderado do vento e ar seco, Bud se fortaleceu abruptamente várias horas depois, pico com ventos sustentados de 95 km/h em 25 de julho. O Bud começou a enfraquecer mais tarde naquele dia, quando entrou num ambiente ainda mais seco. A tempestade degenerou num ciclone pós-tropical no dia seguinte.

### Furacão Carlotta
Na noite de 25 de julho, o CNF observou que uma área de baixa pressão provavelmente se formaria a várias centenas de quilómetros da costa do México. Menos de dois dias depois, em 27 de julho, o CNF começou a rastrear uma onda tropical ao sul da Guatemala] e do Sul do México. Situada num ambiente propício ao desenvolvimento, a circulação da baixa tornou-se melhor definida em 29 de julho. A perturbação organizou-se em depressão tropical Três-E em 31 de julho. As condições ambientais favoráveis permitiram que a depressão se intensificasse em tempestade tropical Carlotta seis horas depois. A Carlotta tornou-se cada vez melhor organizada nos dois dias seguintes. Depois de passar apenas para o norte da ilha Clarion no início de agosto 2, o ciclone se fortaleceu em um furacão. O furacão Carlotta atingiu o seu pico de intensidade no início do dia seguinte, com ventos máximos sustentados 145 km/h e uma pressão barométrica mínima de 979 mbar. No entanto, as temperaturas mais baixas da superfície do mar (SSTs) fizeram com que Carlotta enfraquecesse para uma tempestade tropical em 4 de agosto. Carlotta perdeu a maior parte da sua convecção profunda no final daquele dia em um ambiente estável em SSTs ainda mais frias. A tempestade degenerou para uma baixa remanescente no final de 5 de agosto.

### Tempestade tropical Daniel
Em 26 de julho, o NHC destacou uma área de baixa pressão na parte ocidental da bacia para potencial desenvolvimento tropical. A perturbação começou a organizar-se rapidamente a 2 de agosto, e a formação de uma circulação bem definida e de ventos com força de tempestade tropical levou à sua designação como tempestade tropical Daniel na manhã seguinte. Daniel esforçou-se para se organizar, uma vez que serpenteava num ambiente de cisalhamento moderado do vento e ar seco. Movendo-se para nordeste em torno da maior circulação do furacão Carlotta, Daniel tornou-se cada vez mais incorporado e menos distinto da Zona de Convergência Intertropical circundante. Daniel enfraqueceu para uma depressão tropical na tarde de 5 de agosto. A tempestade abriu-se para um vale mais tarde naquele dia.

### Tempestade tropical Fabio
Em 5 de agosto, um distúrbio tropical desenvolveu-se na tempestade tropical Fabio.

### Furacão Hone
Em 15 de agosto, o CNF observou que uma área de baixa pressão poderia se formar no extremo sudeste das ilhas havaianas. Dois dias depois, à medida que a perturbação se formou, o CNF observou que outra área de baixa pressão poderia desenvolver-se nas proximidades da primeira perturbação. Em 20 de agosto, ambas as perturbações tinham-se formado e fundido numa área maior de atividade de chuvas e tempestades. A perturbação resultante da fusão desenvolveu-se de forma constante, e, em 22 de agosto, organizou-se na depressão tropical Um-C. Seis horas depois, após uma nova intensificação, o CPHC atualizou o Um-C para tempestade tropical Hone. O Hone reforçou-se gradualmente até 23 e 24 de agosto. Apesar de não ter muita convecção profunda, Hone tinha um campo de nuvens bem definido e estava se movendo sobre águas moderadamente quentes. O Hone desenvolveu uma convecção mais profunda e bandas convectivas à medida que se intensificava. A tempestade moveu-se ao norte noroeste sob a influência de uma crista subtropical ao norte. Continuando nesta trajetória, às 08:00 UTC de 25 de agosto, Hone reforçou-se num furacão de categoria 1. Por volta dessa época, o sistema passou cerca de 95 km ao sul de Ka Lae, o ponto mais meridional da Grande Ilha do Havaí. Mas no dia seguinte, o ar mais seco e o aumento do vento fizeram com que Hone enfraquecesse de volta a uma tempestade tropical. Perdendo gradualmente a convecção e a organização profundas, Hone continuou a enfraquecer em águas abertas. No início de 30 de agosto, Hone enfraqueceu para uma depressão tropical, antes de sofrer uma ciclogênese persistente de convecção que tornou o sistema uma tempestade tropical novamente no início do dia seguinte. Hone e a baixa acabaram por se fundir, daí resulta a transição extratropical do sistema em 1 de setembro.

### Tempestade tropical Ileana
Uma área de baixa pressão se desenvolveu perto da costa sudoeste do México em 10 de setembro. O sistema organizou-se em depressão tropical Nove-E no início de 12 de setembro e reforçou-se ainda mais na tempestade tropical Ileana seis horas depois. Com seu centro localizado a oeste de Jalisco, México, Ileana sofreria um fortalecimento gradual, atingindo um pico mais tarde no mesmo dia com ventos máximos sustentados de 75 km/h, mantendo esse pico por cerca de um dia antes de enfraquecer para uma tempestade tropical de baixa gama ao contornar a costa da Baja California Sur. Na tarde de 14 de setembro, a tempestade atingiu a costa de Sinaloa com a mesma intensidade. Parando perto de Sinaloa sobre o Golfo da Califórnia, Ileana finalmente enfraqueceu para uma depressão tropical no início de 15 de setembro, à medida que sua profunda convecção se dissipou. A tempestade degenerou para uma baixa remanescente seis horas depois.
Chuvas fortes afetaram vários estados do México. As inundações em Sinaloa inundaram várias casas em Guasave, enquanto as quedas de energia ocorreram em Ahome e Topolobampo. Deslizamentos de terra e inundações severas bloquearam as estradas em San José del Cabo; o mau tempo resultou no cancelamento de voos e no encerramento de portos. Chuvas fortes afetaram Hidalgo e San Luis Potos, resultando em uma fatalidade neste último estado. No entanto, não foram notificados danos graves.

### Furacão John
Em 21 de setembro, uma área de baixa pressão produzindo chuvas desorganizadas e tempestades formou-se na costa do Sul do México. O sistema tornou‑se mais bem organizado no dia seguinte e atingiu uma circulação superficial fechada, resultando na formação de depressão tropical Dez-E na tarde de 22 de setembro, cerca de 280 km ao sul de Punta Maldonado, Guerrero. O sistema continuou a desenvolver-se naquela noite e reforçou-se na tempestade tropical John às 06:00 UTC da manhã seguinte. Enquanto se movia lentamente para o norte-nordeste em 23 de setembro, apanhado no fluxo sudoeste associado ao vale das monções perto da América Central, John começou a se intensificar rapidamente. Tornou-se um furacão de categoria 1 às 17:45 UTC no mesmo dia, e então, apenas nove horas depois, atingiu a categoria 3 de intensidade de furacão maior com ventos sustentados de 195 km/h. Foi nessa intensidade que John atingiu a costa, cerca de 40 km a noroeste de Punta Maldonado às 03:20 UTC de 24 de setembro. John enfraqueceu rapidamente para o interior, com os seus ventos a cair sob a força da tempestade tropical cerca de 12 horas mais tarde.
No início da tarde do mesmo dia, imagens de satélite e observações de superfície mostraram que John havia degenerado em uma baixa remanescente. Eles também mostraram que um vale alongado parcialmente associado aos remanescentes de John parecia estar se formando na costa do Sul e sudoeste do México em meio a condições favoráveis ao novo desenvolvimento tropical. O vale produziu uma grande área de atividade de chuva e trovoada, e começou a dar sinais de organização a 25 de setembro. Às 15:00 UTC, John transformou-se numa tempestade tropical.
Cinco mortes foram relatadas, Incluindo três mortos por um deslizamento de terra em Tlacoachistlahuaca, Guerrero.

### Furacão Kristy
Após a passagem da tempestade Nadine no Atlântico norte e ter atingido Belize e México, a NOAA continuou monitorando o que restou do sistema, pois ele cruzou a América Central. Assim que ele se reorganizou na costa do sul do México, a sua subsidiária CNF designou o ciclone como "tempestade tropical", e foi chamado Kristy.

### Tempestade tropical Lane
Em 28 de outubro, uma área fraca de baixa pressão formou-se a cerca de 1.610 km a sudoeste da costa sudoeste do México. Dois dias depois, a baixa tornou-se mais bem definida, embora a sua atividade de chuva e tempestade permanecesse desorganizada. Então, na tarde de 1 de novembro, desenvolveu‑se em depressão tropical Treze-E.  No início da manhã seguinte, o sistema fortaleceu alguns, e foi atualizado para tempestade tropical Lane. Em 3 de novembro, Lane entrou em um ambiente hostil que não suportava mais o ciclone tropical e, às 15:00 UTC, Lane se dissipou em uma baixa remanescente.

### Depressão tropical Catorze-E
No final de 5 de novembro, chuvas e trovoadas associadas a um sistema de baixa pressão bem definido a sudoeste da costa sudoeste do México começaram a mostrar sinais de desenvolvimento tropical. A convecção profunda formou-se sobre a circulação de baixo nível e desenvolveram-se nuvens frias persistentes. Então, na manhã seguinte, a depressão tropical Catorze‑e desenvolveu-se a cerca de 790 km a oeste-sudoeste de Acapulco, Guerrero. No entanto, não manteve uma circulação bem definida durante muito tempo, e a depressão degenerou para uma depressão aberta no início de 7 de novembro.

## Nome de tempestades
Os nomes dos sistemas que alcançarem a intensidade de 65 km/h estão listadas abaixo. Esta lista é a mesma usada em 2018 sem alterações, pois nenhum nome naquela época havia causado estragos extremos. Os nomes aqui estão listados caso alguma tempestade se forme a oeste do meridiano 140° O:
| - Aletta - Bud - Carlotta - Daniel - Emilia - Fabio - Gilma * - Hector | - Ileana - John - Kristy - Lane - Miriam (sem ser usado) - Norman (sem ser usado) - Olivia (sem ser usado) - Paul (sem ser usado) | - Rosa (sem ser usado) - Sergio (sem ser usado) - Tara (sem ser usado) - Vicente (sem ser usado) - Willa (sem ser usado) - Xavier (sem ser usado) - Yolanda (sem ser usado) - Zeke (sem ser usado) |

Para tempestades que se formam na área de responsabilidade do Centro de Furacões do Pacífico Central, abrangendo a área entre o meridiano 140° O e a Linha Internacional de Data, abaixo, se utilizará os quatro nomes rotativos:
| - Hone | - Iona (sem ser usado) | - Keli (sem ser usado) | - Lala (sem ser usado) |  |

## Efeitos sazonais
Esta é uma tabela de todos os sistemas significativos que se formaram na temporada de furacões no Pacífico de 2024. Inclui sua duração, nomes, intensidades, áreas afetadas, danos e totais de mortes. As mortes entre parênteses são adicionais e indiretas (um exemplo de morte indireta seria um acidente de trânsito), mas ainda estavam relacionadas àquela tempestade. Danos e mortes incluem totais, seja por furacão, tempestade tropical e subtropical e depressão tropical e subtropical. Todos os valores de danos estão registrados em dólar norte-americano.
| Escala de Furacões de Saffir-Simpson |    |    |   |   |   |   |   |
| DT                                   | TS | TT | 1 | 2 | 3 | 4 | 5 |

| Aletta                | 4–5 de julho                 | Tempestade tropical | 65 (40)   | 1005 | Ilha Socorro                                   | Nenhum       | Nenhum |               |
| Bud                   | 24–26 de julho               | Tempestade tropical | 95 (60)   | 1000 | Ilha Clarión                                   | Nenhum       | Nenhum |               |
| Carlotta              | 31 de julho – 6 de agosto    | Furacão categoria 1 | 150 (90)  | 979  | Ilha Clarión                                   | Nenhum       | Nenhum |               |
| Daniel                | 3–6 de agosto                | Tempestade tropical | 65 (40)   | 1005 | Nenhum                                         | Nenhum       | Nenhum |               |
| Emilia                | 4–9 de agosto                | Tempestade tropical | 110 (70)  | 988  | Ilha Clarión                                   | Nenhum       | Nenhum |               |
| Fabio                 | 5–7 de agosto                | Tempestade tropical | 100 (65)  | 993  | Ilhas Revillagigedo                            | Nenhum       | Nenhum |               |
| Gilma                 | 18–30 de agosto              | Furacão categoria 4 | 215 (130) | 949  | Nenhum                                         | Nenhum       | Nenhum |               |
| Hone                  | 22 agosto – 1 de setembro    | Furacão categoria 1 | 140 (85)  | 988  | Havai (antes passagem)                         | Desconhecido | Nenhum |               |
| Hector                | 25–29 de agosto              | Tempestade tropical | 80 (50)   | 1000 | Nenhum                                         | Nenhum       | Nenhum |               |
| Ileana                | 12–15 de setembro            | Tempestade tropical | 75 (45)   | 999  | Península da Baixa Califórnia, Noroeste México | Desconhecido | 1      |               |
| John                  | 22–27 de setembro            | Furacão categoria 3 | 195 (120) | 959  | México Sudoeste                                | $1 bilhão    | 29     | [ 92 ] [ 93 ] |
| Onze-E                | 1–3 de outubro               | Depressão tropical  | 55 (35)   | 1004 | Sul do México                                  | Nenhum       | Nenhum |               |
| Kristy                | 21–27 de outubro             | Furacão categoria 5 | 260 (160) | 926  | Nenhum                                         | Nenhum       | Nenhum |               |
| Lane                  | 1–3 de novembro              | Tempestade tropical | 75 (45)   | 1004 | Nenhum                                         | Nenhum       | Nenhum |               |
| Catorze-E             | 6–7 de novembro              | Depressão tropical  | 55 (35)   | 1006 | Nenhum                                         | Nenhum       | Nenhum |               |
| Agregado da temporada |                              |                     |           |      |                                                |              |        |               |
| 14 sistemas           | 4 julho – Temporada em curso |                     | 260 (160) | 926  |                                                | $1 bilhão    | 30     |               |